# Юбилейная медаль «20 лет независимости Украины»

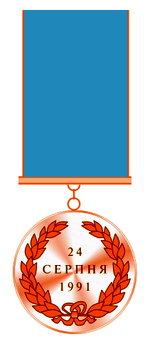
Реверс медали

Юбилейная медаль «20 лет независимости Украины» (укр. ювілейна медаль «20 років незалежності України») — знак отличия президента Украины — государственная награда Украины для отличия граждан по случаю 20-й годовщины независимости Украины за значительный личный вклад в становление независимости Украины, утверждение её суверенитета и укрепление международного авторитета, заслуги в государствообразующей, социально-экономической и общественно-политической деятельности, добросовестное и безупречное служение Украинскому народу.

## История награды
- Знак отличия президента Украины — юбилейная медаль «20 лет независимости Украины» учреждена Указом президента Украины В. Ф. Януковича 30 мая 2011 года.

### Награждения
- 19 августа 2011 года Виктор Янукович подписал Указ № 822/2011 о награждении более двух тысяч граждан Украины юбилейной медалью к 20-летию независимости Украины.[1][2]
- 8 октября 2011 года юбилейной медалью по случаю Дня юриста были награждены ещё 9 человек за весомый личный вклад в реализацию государственной правовой политики, укрепление законности и правопорядка, многолетний самоотверженный труд и высокий профессионализм.[3]
- 1 декабря 2011 года по случаю годовщины подтверждения всеукраинским референдумом 1 декабря 1991 года Акта провозглашения независимости Украины было произведено третье награждение юбилейной медалью — награждено около 500 человек.[4]
- 21 января 2012 года по случаю Дня Соборности и Свободы Украины было проведено четвёртое награждение юбилейной медалью — награждено около 450 человек.[5]
- 27 июня 2012 года по случаю Дня Конституции Украины было проведено пятое награждение юбилейной медалью — награждено около 340 человек.[6]

## Положение о юбилейной медали
- Знак отличия президента Украины — юбилейная медаль «20 лет независимости Украины» учреждена для награждения граждан по случаю 20-й годовщины независимости Украины за значительный личный вклад в становление независимости Украины, утверждение её суверенитета и укрепление международного авторитета, заслуги в державосозидающей, социально-экономической и общественно-политической деятельности, добросовестное и безупречное служение Украинскому народу.
- Юбилейной медалью награждаются граждане Украины, иностранцы и лица без гражданства.
- Награждение юбилейной медалью посмертно не производится.
- Выдвижение кандидатур для награждения юбилейной медалью осуществляется гласно трудовыми коллективами предприятий, учреждений, организаций независимо от формы собственности, органами местного самоуправления, творческими союзами, обществами, объединениями граждан.
- Ходатайство о награждении юбилейной медалью вместе с наградным листом установленного образца подаются соответственно в Совет министров Автономной Республики Крым, областные, Киевскую и Севастопольскую городские государственные администрации.
- Ходатайства о награждении граждан юбилейной медалью вместе с наградными листами вносятся Советом министров Автономной Республики Крым, областными, Киевской и Севастопольской городскими государственными администрациями в Кабинет Министров Украины в определённом им порядке.
- Представление о награждении юбилейной медалью готовит и вносит на рассмотрение президента Украины Кабинет Министров Украины.
- Предварительное рассмотрение представления вместе с наградными листами осуществляется Комиссией государственных наград и геральдики.
- Награждение граждан юбилейной медалью производится указом президента Украины.
- Лицу, награждённому юбилейной медалью, вручаются знак и удостоверение к юбилейной медали установленного образца.
- Вручение юбилейной медали производится в соответствии с Порядком представления к награждению и вручению государственных наград Украины, утвержденным указом президента Украины от 19 февраля 2003 № 138.

## Описание юбилейной медали
- Юбилейная медаль изготавливается из металла жёлтого цвета и имеет форму круга диаметром 32 мм. На лицевой стороне медали в центре — контур карты Украины с расположенным на ней малым Государственным Гербом Украины в обрамлении лучей.
- По верхнему полукругу медали — надпись «ДВАДЦЯТЬ РОКІВ» (укр. «ДВАДЦАТЬ ЛЕТ»). По нижнему полукругу медали — надпись «НЕЗАЛЕЖНОСТІ УКРАЇНИ» (укр. «НЕЗАВИСИМОСТИ УКРАИНЫ»).
- На оборотной стороне юбилейной медали в обрамлении лаврового венка — надпись в центре в три строки «24 СЕРПНЯ 1991» (укр. «24 АВГУСТА 1991»).
- Все изображения и надписи рельефные. Поле щита малого Государственного Герба Украины залито синей эмалью. Юбилейная медаль имеет выпуклый бортик.
- С помощью кольца с ушком юбилейная медаль соединяется с прямоугольной колодкой, обтянутой лентой. Размер колодки: длина — 45 мм, ширина — 28 мм. На оборотной стороне колодки — застёжка для прикрепления медали к одежде.
- Лента медали шёлковая муаровая с полосками синего и жёлтого цветов (по 13мм), окаймлённые золотым шитьем.
- Планка юбилейной медали представляет собой прямоугольную металлическую пластинку, обтянутую лентой. Размер планки: длина — 28 мм, ширина — 12 мм

## Порядок ношения
Знак отличия президента Украины — юбилейная медаль «20 лет независимости Украины» носится на левой стороне груди после знака отличия президента Украины — юбилейной медали «60 лет освобождения Украины от фашистских захватчиков».